# Jamelia
Jamelia Niela Davis, művésznevén Jamelia (Smethwick, 1981. január 11.) angol R&B-énekesnő, dalszövegíró, modell.

## Élete
Jamelia az angliai Smethwickben született, zimbabwei apától és jamaicai anyától, majd Birminghamben nevelkedett.
15 évesen leszerződtette a Parlophone. 2001. március 18-án életet adott első kislányának, Teja-nak, majd 2005. október 21-én megszülte Tiani nevű második kislányát is.
2007. október 9-én bejelentette eljegyzését második gyermekének apjával, Darren Byfielddel, 2009-ben azonban útjaik különváltak.

## Karrier

### Capitol Records & Parlophone
Jamelia 15 évesen szerződött a Capitol Records-hoz.1999-ben kiadta első kislemezét, So High névvel.A dal bukás volt, ezután egyik albumára sem került fel.A sikertelenség után átszerződött a Parlophonehoz és megkezdte első lemezének munkálatait.
Első albumát, a Drama-t, 2000-ben jelentette meg.Az első kislemez, az I Do már sikeresebb lett, majd a Beenie Mannel közösen elkészített Money már ismertté tette őt Angliában.

### Nemzetközi Áttörés
2002-2003 között rögzítette második stúdióalbumát-Thank You címmel.
Az első kiadott dal a Bout' az amerikai rapperrel, Rah Digga-val közösen készült el. Ezt követte a Superstar, mely meghozta a várva várt nemzetközi áttörést.
Az albumot újra kiadták frissebb felvételekkel, mint a DJ és a See It In A Boy's Eyes.
2004-ben Tiziano Ferróval együtt elkészítették a Universal Prayer-t, mely Olaszországban és Spanyolországban egyaránt nagy sláger lett.
Ugyanebben az évben a Bridget Jones naplója c. film betétdalát is megjelentette Stop! címmel.

### Az Utolsó Parlophone Album
2005-ben második gyermeke születése után rögtön munkához látott és egy instrumentálisabb albumot dobott piacra-a Walk With Me-t.
Az első klip a Something About You-hoz készült.Ezt követte egy Depeche Mode feldolgozás, a Beware Of The Dog!.

### Új Kiadó, Új Album
Pharrell Williams már korábban is elismeréssel nyilatkozott Jameliáról, s úgy tűnik nem kell sokat várni a közös munkára, hiszen az amerikai rapper-producer már együtt dolgozik az új albumon az énekesnővel, mely várhatóan 2010 közepén jelenik majd meg.
A produceri munkáknál segít még Shea Taylor és Syience.

## Diszkográfia

### Albumok
- Drama (2000)
- Thank You(2003)
- Walk With Me (2006)

### Dalok
| Év   | Dal                      | Album                  |
| ---- | ------------------------ | ---------------------- |
| 1999 | So High                  | Nem jelent meg albumon |
| 1999 | I Do                     | Drama                  |
| 2000 | Money (feat. Beenie Man) | Drama                  |
| 2000 | Call Me                  | Drama                  |
| 2000 | Boy Next Door            | Drama                  |
| 2003 | Bout (feat. Rah Digga)   | Thank You              |
| 2003 | Superstar                | Thank You              |
| 2004 | Thank You                | Thank You              |
| 2004 | See It in a Boy,s Eyes   | Thank You              |
| 2004 | DJ / Stop                | Thank You              |
| 2006 | Something About You      | Walk with Me           |
| 2006 | Beware of the Dog        | Walk with Me           |
| 2007 | No More                  | Walk with Me           |